# Flashbacks of a Fool
Flashbacks of a Fool ist ein britisches Filmdrama aus dem Jahr 2008. Regie führte Baillie Walsh, der auch das Drehbuch schrieb.

## Handlung
Joe Scott ist ein in die Jahre gekommener, selbstzerstörerischer Hollywoodstar, dessen Karriere und Privatleben durch Drogen, Alkohol und Eskapaden geprägt sind. Nach dem Tod seines Jugendfreundes Boots wird Joe von Erinnerungen an seine Kindheit und Jugend in einem englischen Küstenort in den 1970er Jahren heimgesucht.
In Rückblenden erlebt der Zuschauer Joes enge Freundschaft mit Boots sowie seine unerwiderte Liebe zu Ruth, die später Boots heiratet. Auch die Beziehung zu Evelyn, einer Freundin seiner Mutter, spielt eine prägende Rolle. Ein dramatisches Ereignis in dieser Zeit beendet abrupt Joes Kindheit und führt dazu, dass er England verlässt, um in Amerika ein neues Leben zu beginnen. Zurück in der Gegenwart reist Joe zur Beerdigung von Boots nach England. Dort wird mit den Folgen seiner früheren Entscheidungen konfrontiert.

## Kritiken
Jonathan Trout schrieb am 14. April 2008 für die BBC, der Film biete einige dramaturgische Höhepunkte, leide jedoch darunter, dass man die Hauptfigur nicht mögen könne. Trout lobte die „gekonnte“ Kameraarbeit und die „starken“ Darsteller, die jedoch gegen die „unausgewogene Struktur“ verlieren würden.

## Hintergründe
Der Film wurde in London und in Südafrika gedreht. Nach der Weltpremiere am 13. April 2008 in London startete er am 18. April 2008 in den britischen Kinos. Dort spielte er am Startwochenende ca. 246 Tsd. Pfund Sterling ein.